# 独克宗古城
独克宗古城（藏語：རྡོ་མཁར་རྫོང，威利转写：rdo mkhar rdzong，THL：Dokhar Dzong，意为“白石城”，寓意“月光城”），又称“宗绕丹噶波”、“达维宗”，位于中国云南省迪庆藏族自治州香格里拉市建塘镇，为香格里拉市历史上的重要城镇和驻兵地，亦为茶马古道滇藏段重要途径驿站，现为中国国家4A级旅游景区。

## 历史
独克宗古城起源可追溯至唐朝贞观八年（634年），当时吐蕃松赞干布派兵占领建塘坝子，并在大龟山上垒石建立官寨。元末时期（1354年后），朗氏家族在此地建立宗堡，命名为“绕丹宗”。明朝时，丽江木氏土司在清廷支持下挥兵占领康南藏族地区，在长达一百多年的统治中，先后将大批纳西族迁入迪庆，使“独克宗”逐渐演变为纳西族的军事要塞；清朝康熙六年（1667年），蒙古和硕特部固始汗的军队占领康巴地区，并将其敬献给五世达赖喇嘛作为香火地，中甸地区由此受固始汗和五世达赖的双重统治，并设立“朵克宗”作为县级行政机构。至乾隆二十一年（1756年），清朝政府建立中甸厅，从此“独克宗”不再作为县级行政机构的名称。
抗日战争时期，日本入侵缅甸，切断了滇缅交通，为确保物资能够顺利抵达中国，物资运输线路调整为越过喜马拉雅山，从拉萨经滇西北运抵昆明。独克宗古城因其地理位置的优势，成为了滇藏与印贸易的中转站，承担起了物资转运的重要任务。
1936年4月下旬，中国红二、六军团在贺龙的率领下，从丽江渡过金沙江后，进入了滇西北部的中甸地区，也就是现在的香格里拉。在独克宗古城，贺龙等人在藏经堂两厢房设立指挥部。
2014年1月11日凌晨，独克宗古城发生火灾。经过“修旧如旧、建新如旧”形式的恢复重建，于2016年1月1日起重新对外开放。
2023年成为国家4A级旅游景区，2024年5月被列入“云南省第一批省级地名文化遗产保护名录”。

## 图册

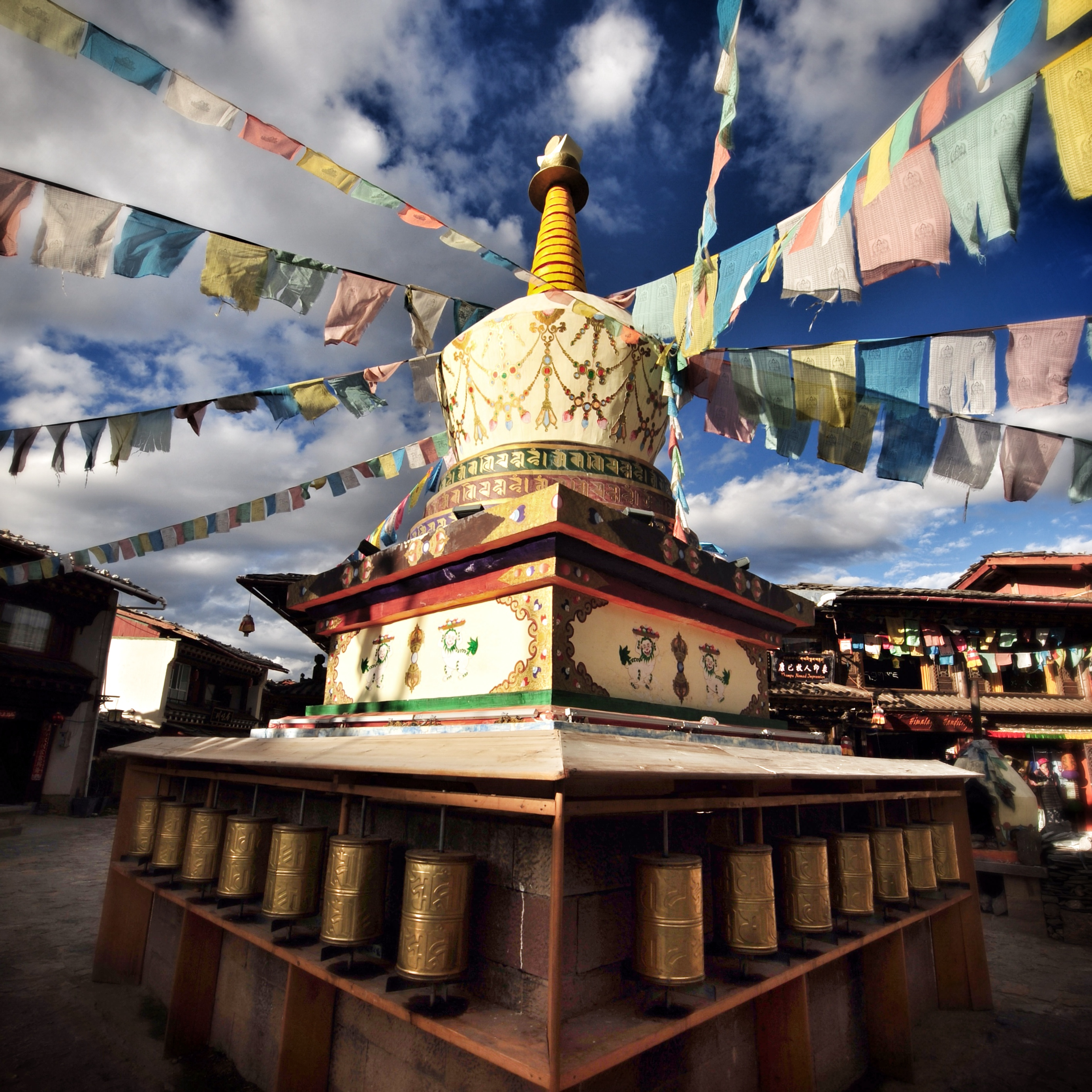
大龟山北侧的吉祥如意幢
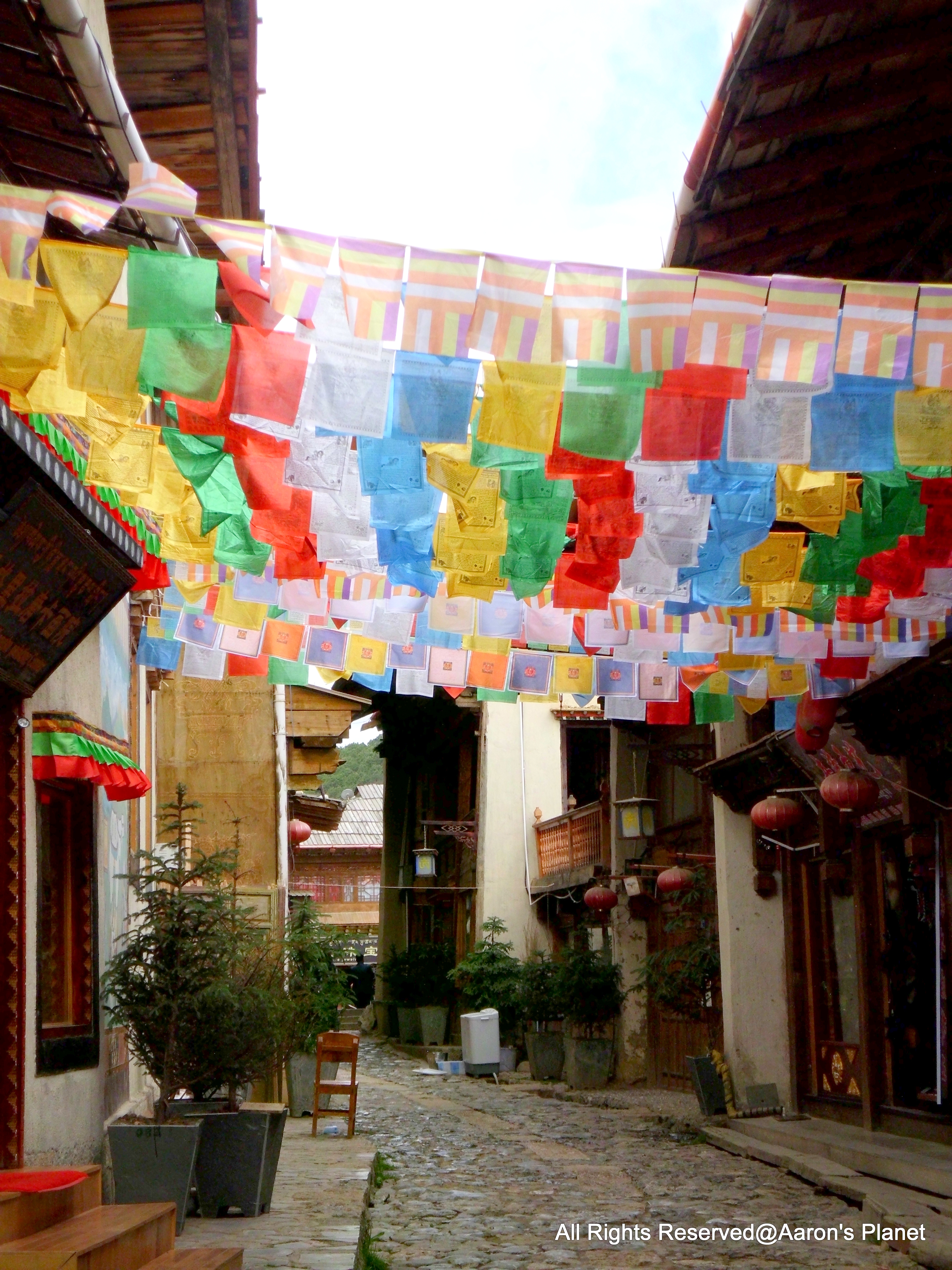
街道
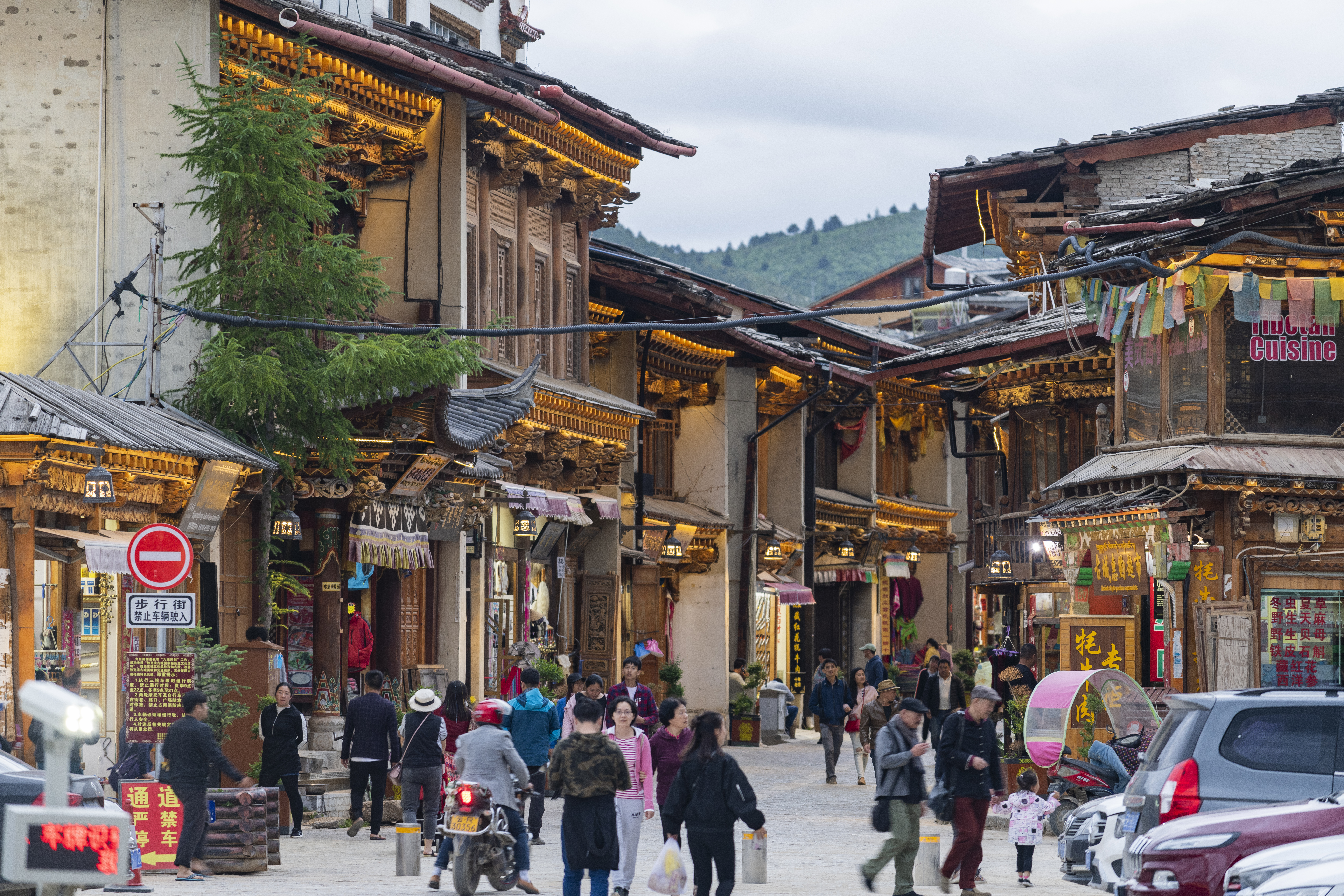
街道
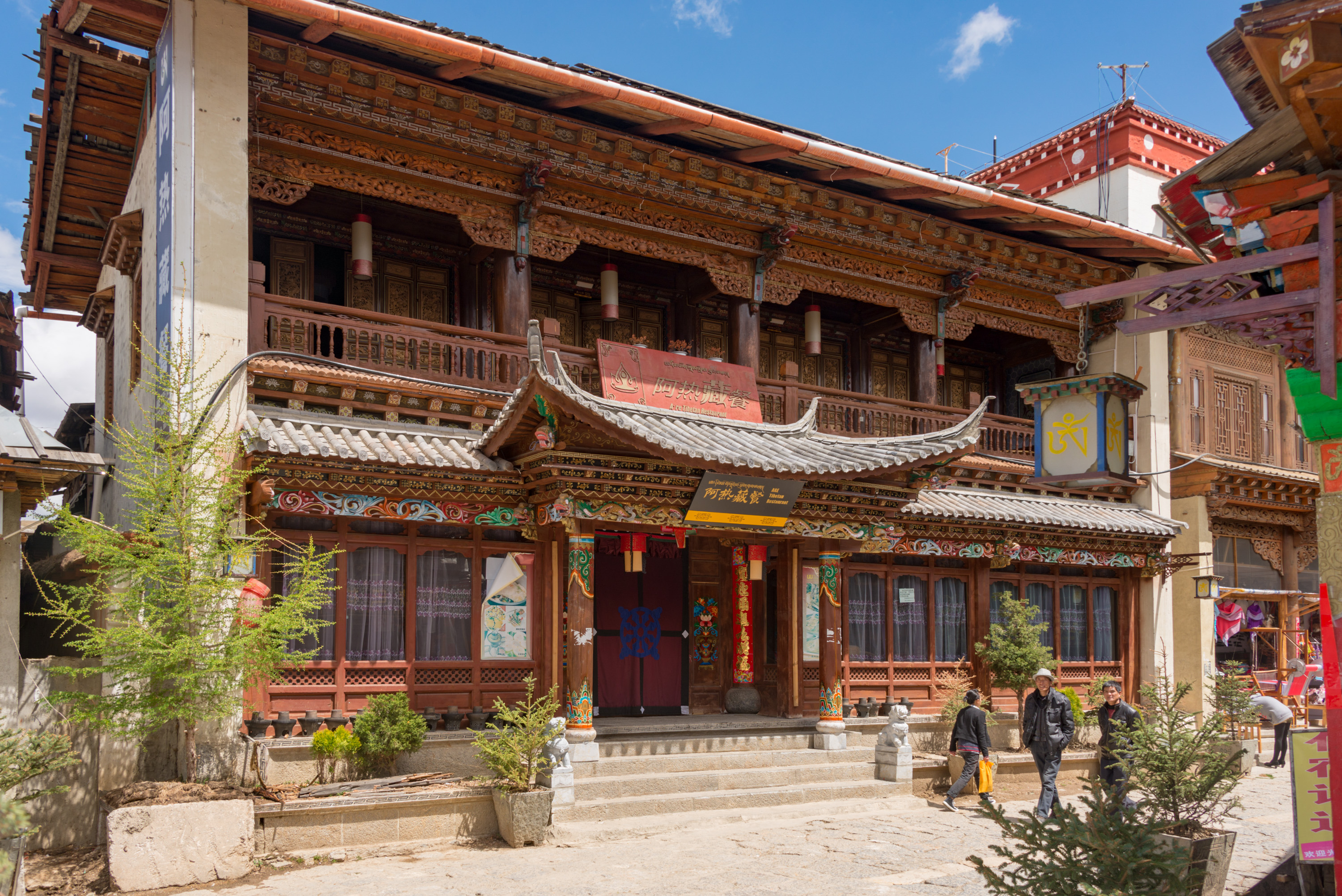
商铺